# فن اليوتشول
فن الويتشول يضم بشكل عام أحدث الابتكارات وأكثرها تقليدية في الفن الشعبي والحرف اليدوية [الإنجليزية] التي أنتجها شعب الهويتشول، الذين يعيشون في ولايات خاليسكو ، دورانجو ، زاكاتيكاس وناياريت في المكسيك. العامل الموحد للعمل هو الزخرفة الملونة باستخدام الرموز والتصميمات التي يعود تاريخها إلى قرون مضت. المنتجات الأكثر شيوعًا ونجاحًا تجاريًا هي "لوحات الخيوط"" والأشياء المزينة بالخرز الصغير المنتج تجاريًا. تتكون لوحات الغزل من خيوط تجارية مضغوطة في ألواح مطلية بالشمع والراتنج وهي مشتقة من لوح احتفالي يسمى نيريكا. يتمتع شعب الهويتشول بتاريخ طويل في صناعة الخرز، حيث تصنع الخرز من الطين والأصداف والمرجان والبذور وغيرها ويستخدمونها في صنع المجوهرات وتزيين الأوعية وغيرها من العناصر. تتكون الخرزات "الحديثة" عادة من أقنعة ومنحوتات خشبية مغطاة بخرزات تجارية صغيرة ذات ألوان زاهية ومثبتة بالشمع والريزن.
على الرغم من تغير المواد وتغير الغرض من العديد من العناصر من الأغراض الدينية إلى الأغراض التجارية، إلا أن التصاميم لم تتغير إلا قليلا، ويحتفظ الكثير منها بأهميتها الدينية والرمزية والثقافية. يلاحظ العديد من الغرباء فن الهويتشول كسائحين في مناطق مثل غوادالاخارا وبويرتو فالارتا، دون معرفة الأشخاص الذين يصنعون هذه العناصر، ومعاني التصاميم. هناك بعض فناني الهويتشول البارزين في مجالات رسم الغزل والخرز، وقُدم كلا النوعين من العمل للعرض العام ويعتبر حرفة عالية القيمة.

## شعب يويتشول
الويتشول هم السكان الأصليون الذين يعيشون في الغالب في المناطق الجبلية في شمال خاليسكو وأجزاء من ناياريت في شمال وسط المكسيك، تعتبر مدن سان أندريس وسانتا كاتارينا وسان سيباستيان مراكز ثقافية رئيسية. ويقدر عددهم بـ 50 ألفًا، واسم هويتشول مشتق من كلمة ويرياريكا، والتي تعني العراف أو رجل الطب في لغة هويتشول [الإنجليزية] .
عند وصول الإسبان في القرن السادس عشر، تراجع شعب ويتشول إلى الجبال الوعرة في شمال خاليسكو وناياريت. لقد تحولوا إلى المسيحية في الفترة الاستعمارية من قبل المبشرين الفرنسيسكان، تمكنت معظم ثقافة الهويتشول الأصلية من البقاء سليمة بسبب العزلة، ولأن المنطقة كانت تفتقر إلى الموارد المعدنية أو غيرها من الموارد التي تهم الإسبان. يقول المؤرخ وعالم الأنثروبولوجيا المكسيكي فرناندو بينيتيز أن شعب الويتشول ربما حافظ على أنظمة معتقداته القديمة بشكل أفضل من أي مجموعة أصلية أخرى في المكسيك. لا يزال الكثير من هذا الاتجاه الانعزالي سليمًا على الرغم من أن الظروف الاقتصادية أجبرت عددًا من الويتشول الجيدين على الهجرة إلى مناطق مثل غوادالاخارا والمناطق الساحلية للعمل أو بيع بضائعهم.
لا يزال الإيمان الديني لشعب الويتشول قائمًا على "ثالوث" تبجيل الغزلان والذرة والبيوتي. الذي يجمع بشكل طقوسي كل عام في رحلة حج طويلة إلى منطقة سان لويس بوتوسي الصحراوية، حيث يقال إن الناس نشأوا من هناك وأن النبتة استخدمت من قبل الشامان. يمكن رؤية أهمية هذا الثالوث وألهة الديانة في تمثيلاتهم الفنية على معظم الأشياء التي يزينها الويتشول. لم تكن لديهم لغة مكتوبة حتى وقت قريب، لذا كانت هذه الرموز ولا تزال هي الشكل الأساسي للحفاظ على احتفالات وأساطير ومعتقدات ديانة هويتشول القديم.

## الرسم على الخيوط والخرز
أشهر أنواع فن هيتشول مصنوع من عناصر حديثة منتجة تجاريًا مثل الخيوط والخرز الصغير. قام الأتيبيهوانيس من دورانجو بتعديل لوحات الغزل. وقد حلت هذه محل العديد من المواد التقليدية مثل الطين والحجر والأصباغ النباتية. صنع الأشياء وزينتها بالخرز لم يبدأ بوصول الخرز الزجاجي الأوروبي، كما حدث مع عدد من الثقافات الأصلية في أقصى الشمال. كانت تقنيات صنع واستخدام الخرز موجودة قبل فترة طويلة من ذلك باستخدام الخرز المصنوع من العظام والطين والحجر والمرجان والفيروز والبيريت واليشم والبذور. وِثق فن هيتشول لأول مرة في أواخر القرن التاسع عشر بواسطة كارل لومهولتز . وهذا يشمل صنع الأقراط والقلائد والخلاخيل والخرز وغيرها.
ما يربط في الغالب بين لوحات الغزل والأشياء المصنوعة من الخرز المصنوعة اليوم هو استمرار استعمال الأنماط التقليدية المستخدمة لعدة قرون لتمثيل الآلهة والتواصل معها. وقد سمح استخدام المواد التجارية بإنتاج تصميمات أكثر تفصيلاً وألوان أكثر إشراقًا، فضلاً عن مرونة أكبر في كيفية تقديم المفاهيم التقليدية. كما سمحت أيضًا بإنتاج الفن الشعبي تجاريًا إلى جانب إنتاج العناصر الدينية البحتة. بدأ تسويق فن يوتشول تجاريًا عندما أنشأ الكاهن الفرنسيسكاني إرنستو لويرا أوشوا متحفًا هويتشوليًا في كنيسة سيدة زابوبان شمال غوادالاخارا. عرضت فيه أعمال أحد الفنانين وبيعها، وهو الفنان رامون ميدينا سيلفر. لفت عمل مدينا انتباه الأمريكي بيتر فورست، الذي اقترح أن يمثل رامون تقاليد ومعتقدات شعبه عن طريق ضغط الخيوط الملونة في لوح قاعدة مغطى بالشمع والراتنج. ظهرت لوحات الغزل هذه لأول مرة في عام 1962 في غوادالاخارا وهي مشتقة من "نيريكاس" وهي لوحة صغيرة أو قرص به ثقب أو مرآة في المنتصف. أُنتج النيريكا في البداية من قبل الشامان لتمثيل الرؤى التي عاشوها أثناء تناول نبات البيوتي، ثم تُركت كقرابين للآلهة في أماكن مثل الكهوف والمعابد والجداول.
وسرعان ما أثبتت لوحات الغزل الحديثة هذه شعبيتها وتم تقليدها. لقد تطورت أيضًا إلى تصميمات معقدة قد تستغرق أسابيع حتى تكتمل. أدت لوحات الغزل إلى تجربة مواد أخرى منتجة تجاريًا مثل الخرز، والتي حلت محل الخيوط لدى العديد من حرفيي فن اليوتشول. وقد توسع هذا الديكور ليشمل زخرفة رؤوس جاكوار وأقنعة الشمس والقمر وأشكال حيوانية مختلفة.
لقد وفر هذا الفن الذي تم أُنتج لأغراض تجارية مصدر دخل مهمًا ومستدامًا لشعب الويتشول. وعلى الرغم من استخدام مواد جديدة، إلا أنه يُحافظ على الرموز التقليدية وتُنقل إلى الأجيال الشابة. ومع ذلك، فإن إنتاج السلع للأسواق التجارية قد تسبب في قدر معين من الجدل. يتعلق أحد الأسئلة "بأصالة" فن الغزل والخرز بالنظر إلى مع توجهها الحديث. أحد الأشخاص الذين فعلوا ذلك كان فرناندو بينيتيز، الذي كان منزعجًا بشكل خاص من تصوير الموتى كرؤوس عائمة في لوحات الغزل؛ وهو شيء قال إنه ليس تقليديًا في الويتشول (origensbarnett) يرتبط جزء كبير من "أصالة" الأعمال الحديثة بالاستخدام المستمر للرموز والتصميمات التقليدية. ومع ذلك، يمكن اعتبار بعض عناصر منتجات ويتشول غير تقليدية أو حتى قريبة من التقليدية، مثل إنتاج زينة شجرة عيد الميلاد، وأقنعة الشمس والقمر، واستخدام النمر (رمز أمريكا الوسطى ) ودمج صور الحديثة مثل الطائرات والمباني الحديثة في التصاميم. بالنسبة للهويتشول، لم تكن بيع العناصر سهلاً أيضًا، حيث يكون هناك منافذ محدودة مثل أماكن الجذب السياحي، وخاصة بويرتو فالارتا وغوادالاخارا وسان ميغيل دي الليندي، بالإضافة إلى المبيعات للوسطاء الذين يمكنهم كسب الكثير من المال من هذه الأعمال أكثر مما يمكن للهويتشول أنفسهم.

## فنانو الويتشول المشهورون
هناك فنانون هويتشول بارزون مثل إميتيريا ريوس مارتينيز التي قامت بإنشاء العديد من لوحات الخيوط الجدارية. جوزيه بينيتيز سانشيز هو شامان وفنان، ساعد في توسيع الرسم الغزلي من وظيفته الزخرفية المبكرة إلى أعمال أكبر تشبه الرؤى. بابلو تايزان هو أيضًا شامان في قرية ميسا دي تيرادور. يقوم بشكل أساسي بعمل خرزات رسومات للحيوانات تستخدم في الشفاء. قام سانتوس دي لا توري بعمل لوحة جدارية رائعة لمحطة مترو القصر الملكي في متحف اللوفر، باريس. أُصدار الفيلم الوثائقي المكسيكي "صدى الجبل"، المعروف أصلاً باللغة الإسبانية باسم Eco de la montaña من إخراج نيكولاس إيتشيفاريا، في عام 2013، بناءً على تجاربه أثناء إنشاء الجدارية.

## معرض

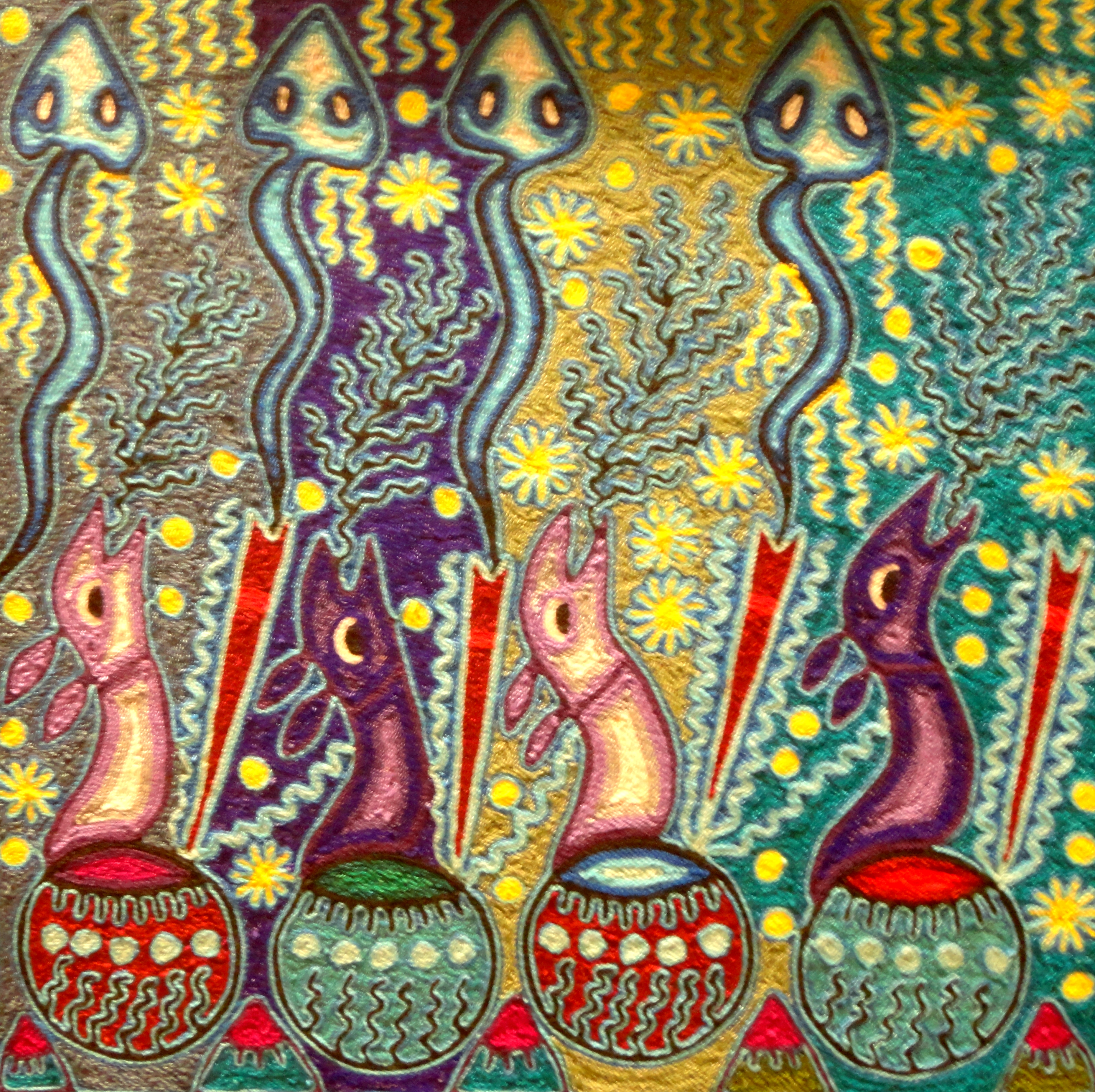
رسم بالخيوط من شعب
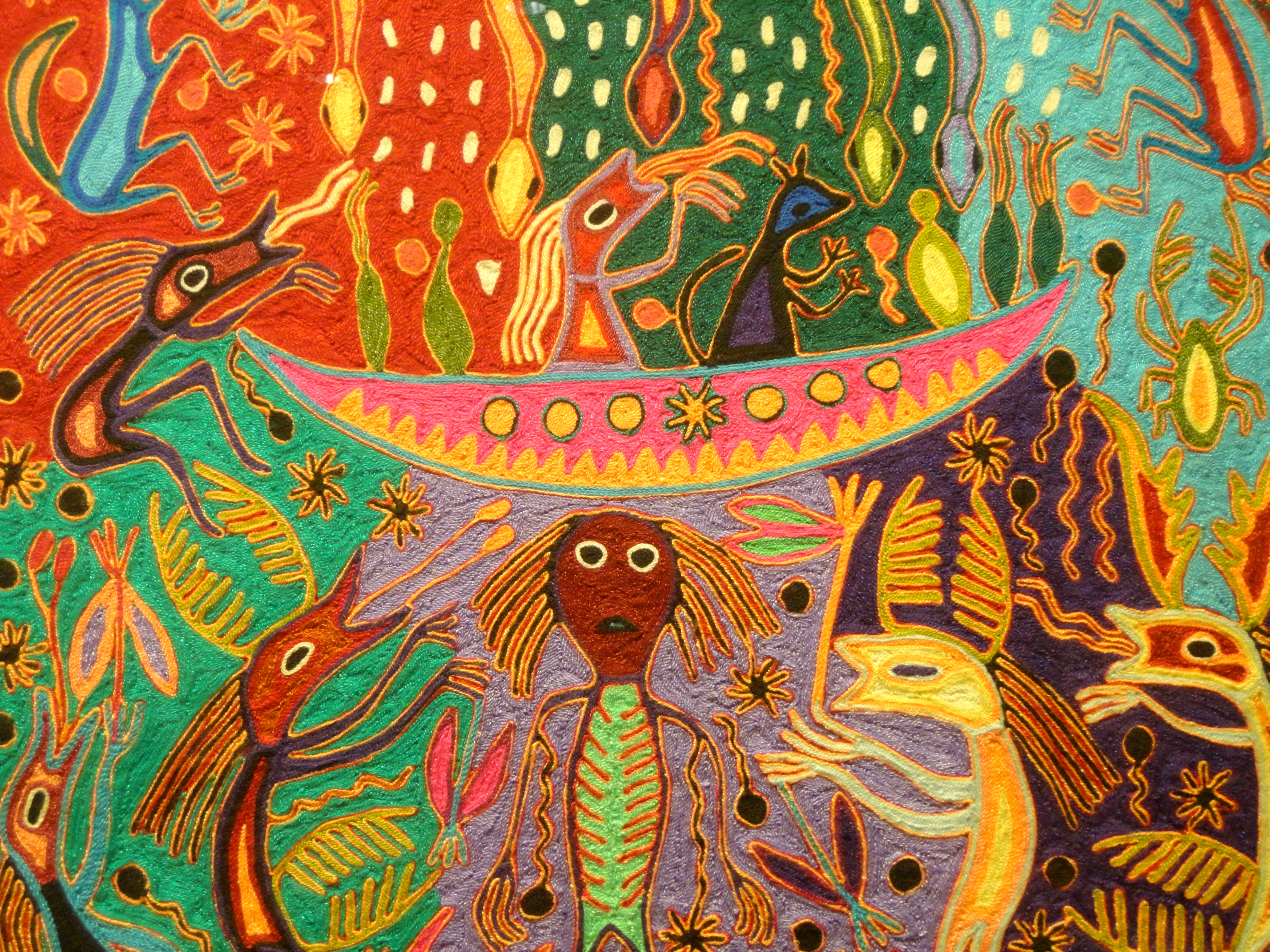
صندوق غزل من شعب (يوتشول).
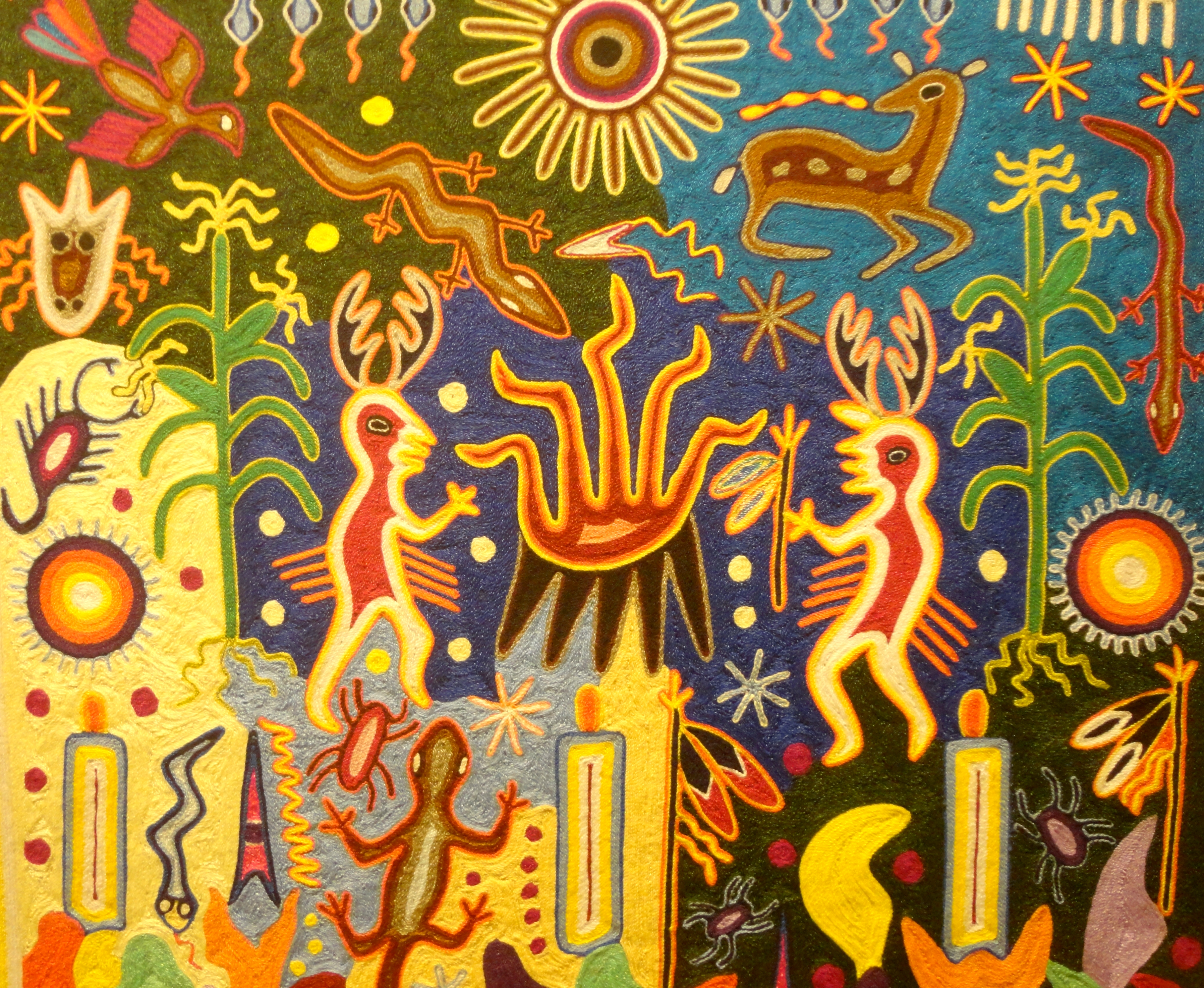
صندوق القرية الصوفي
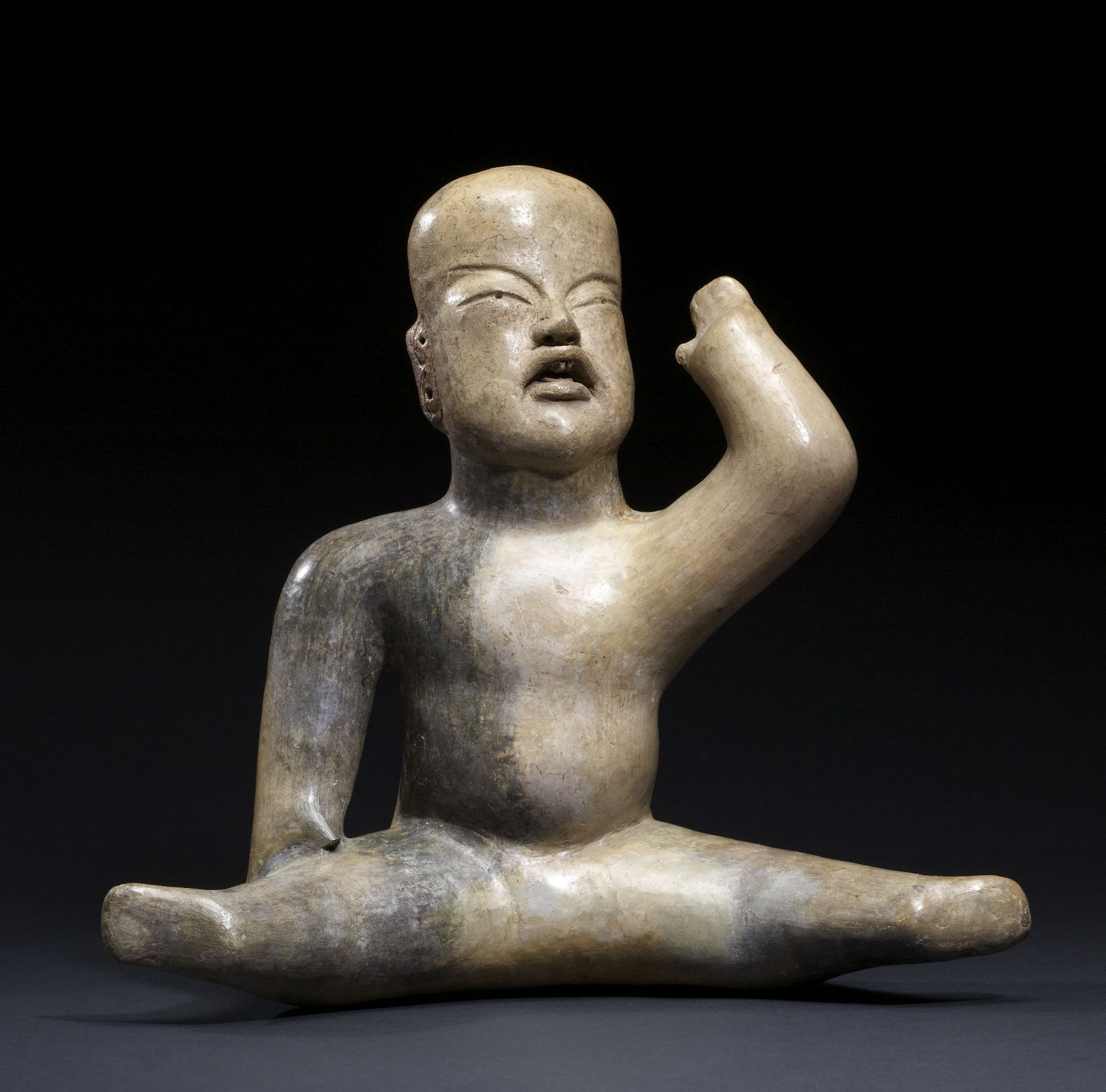
أولمك - شخصية أطفال - والترز
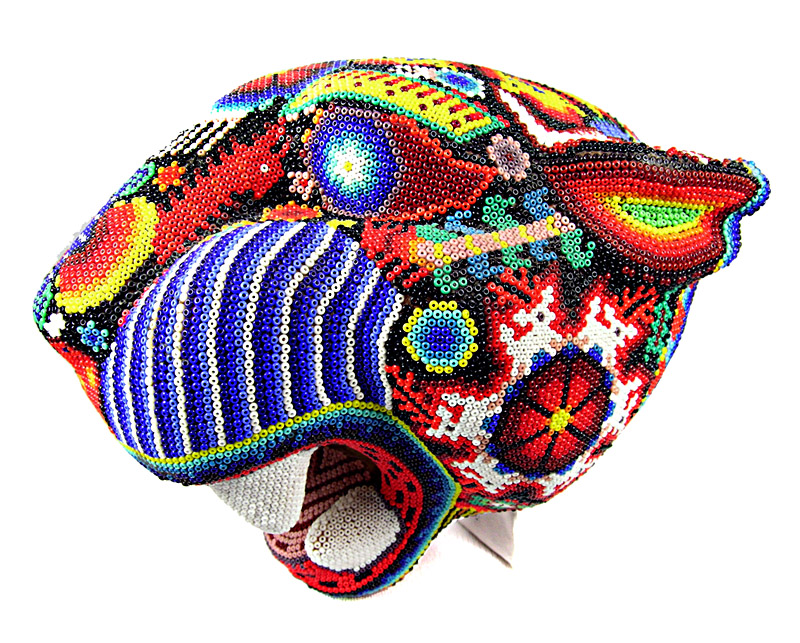
فن يوتشول
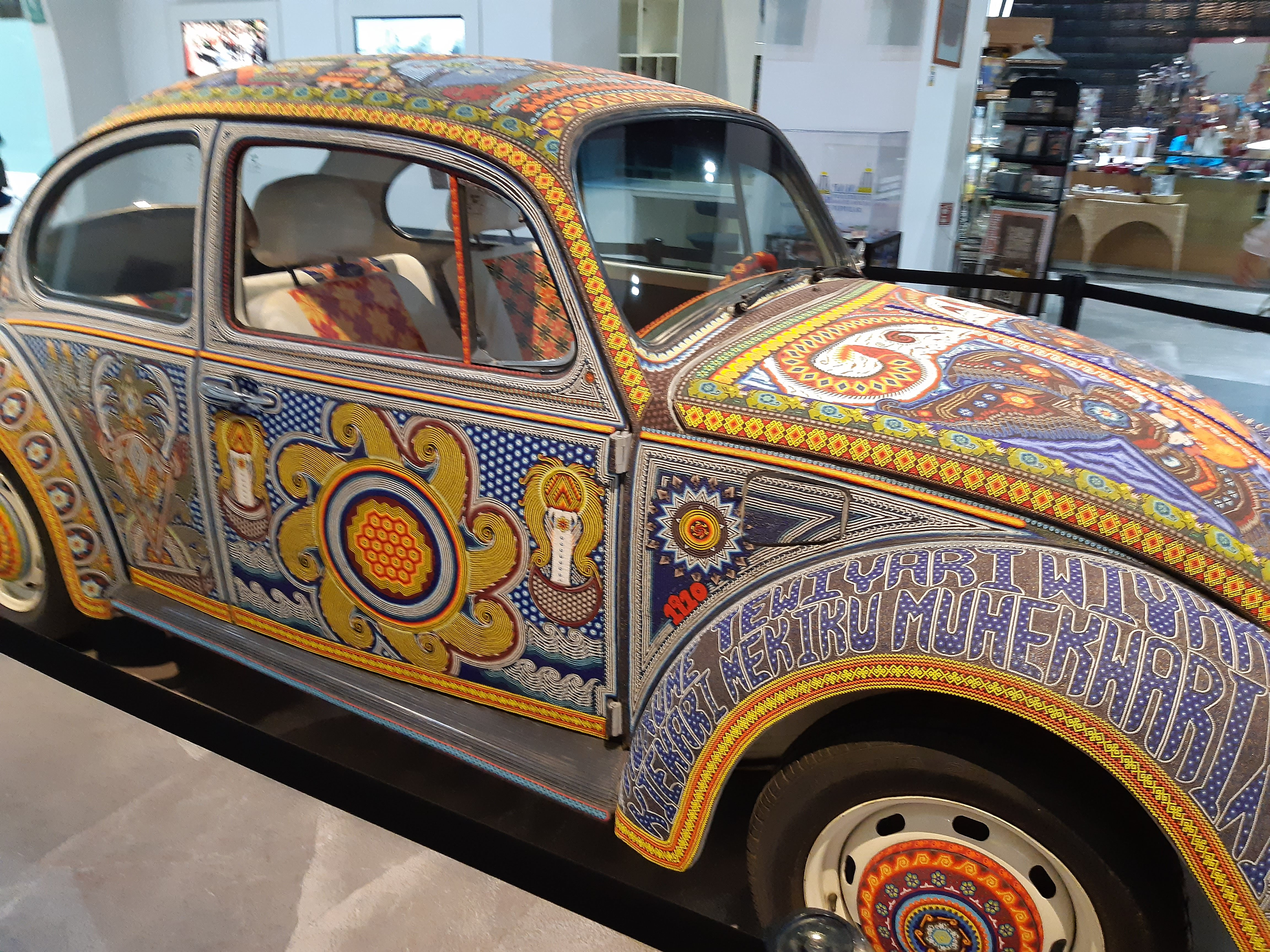
يوتشول على سيارة
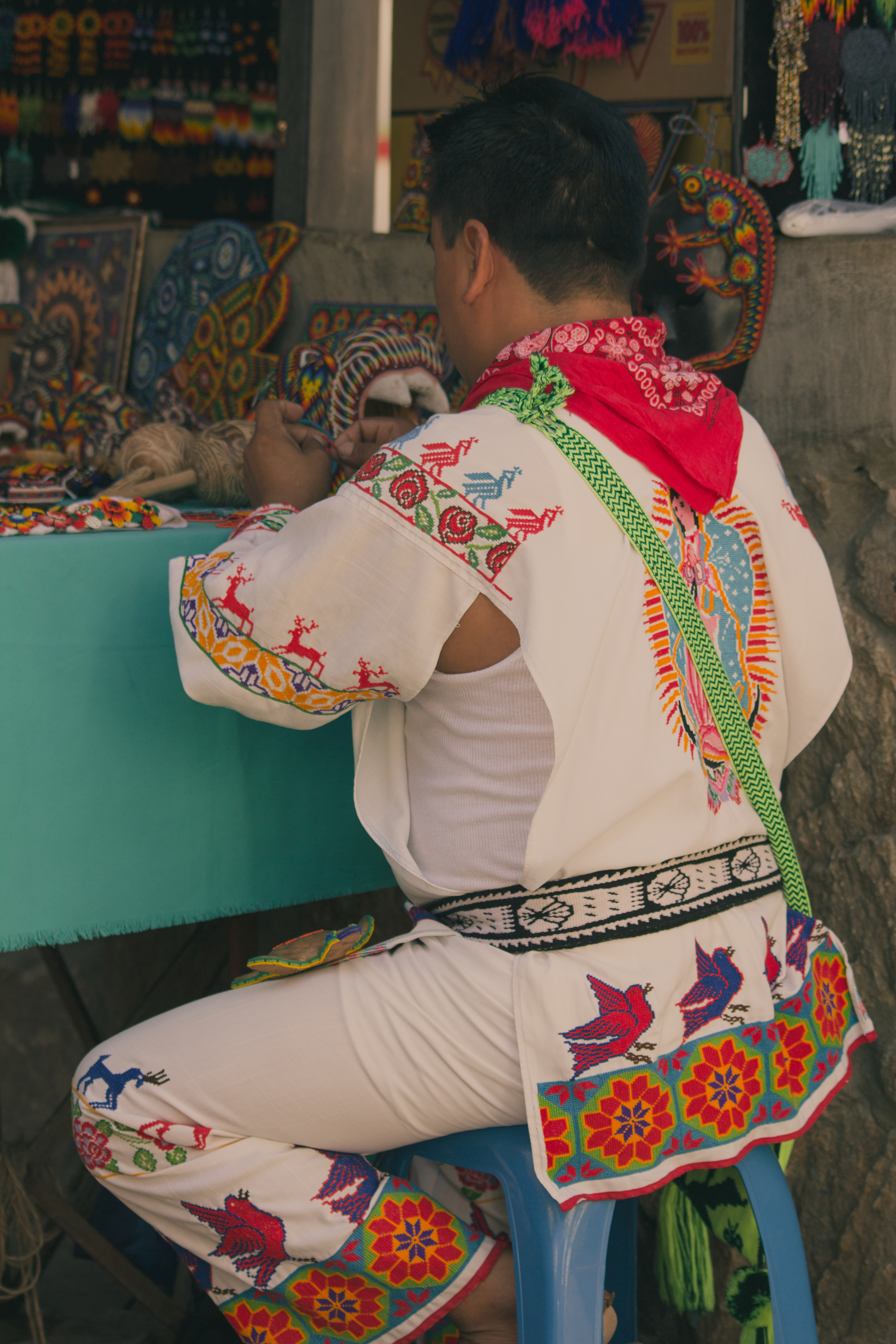
يوتشول على ملابس
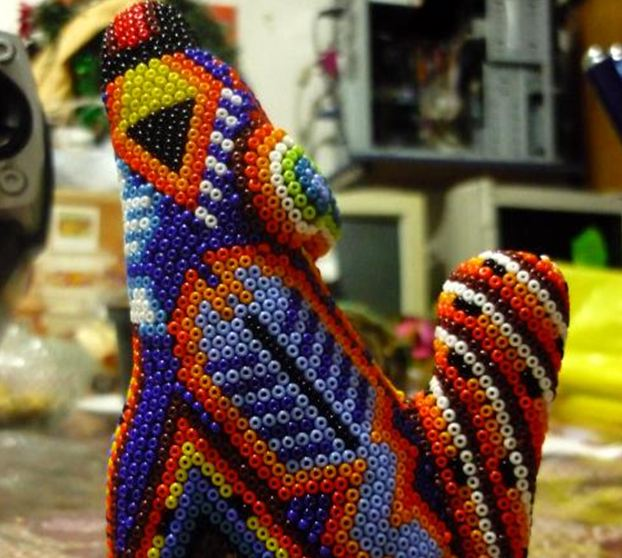
يوتشول من الخرز
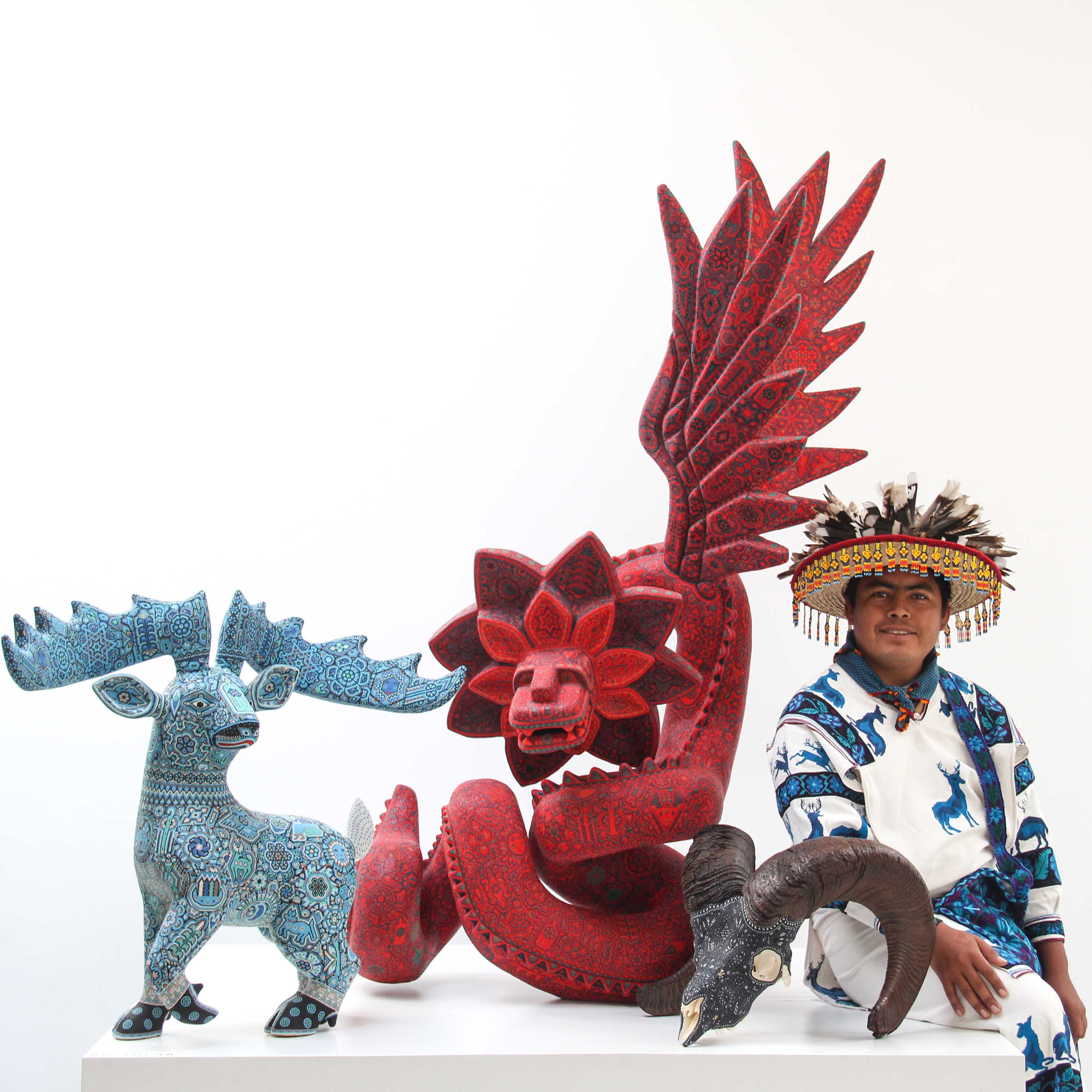
نماذج مختلفة
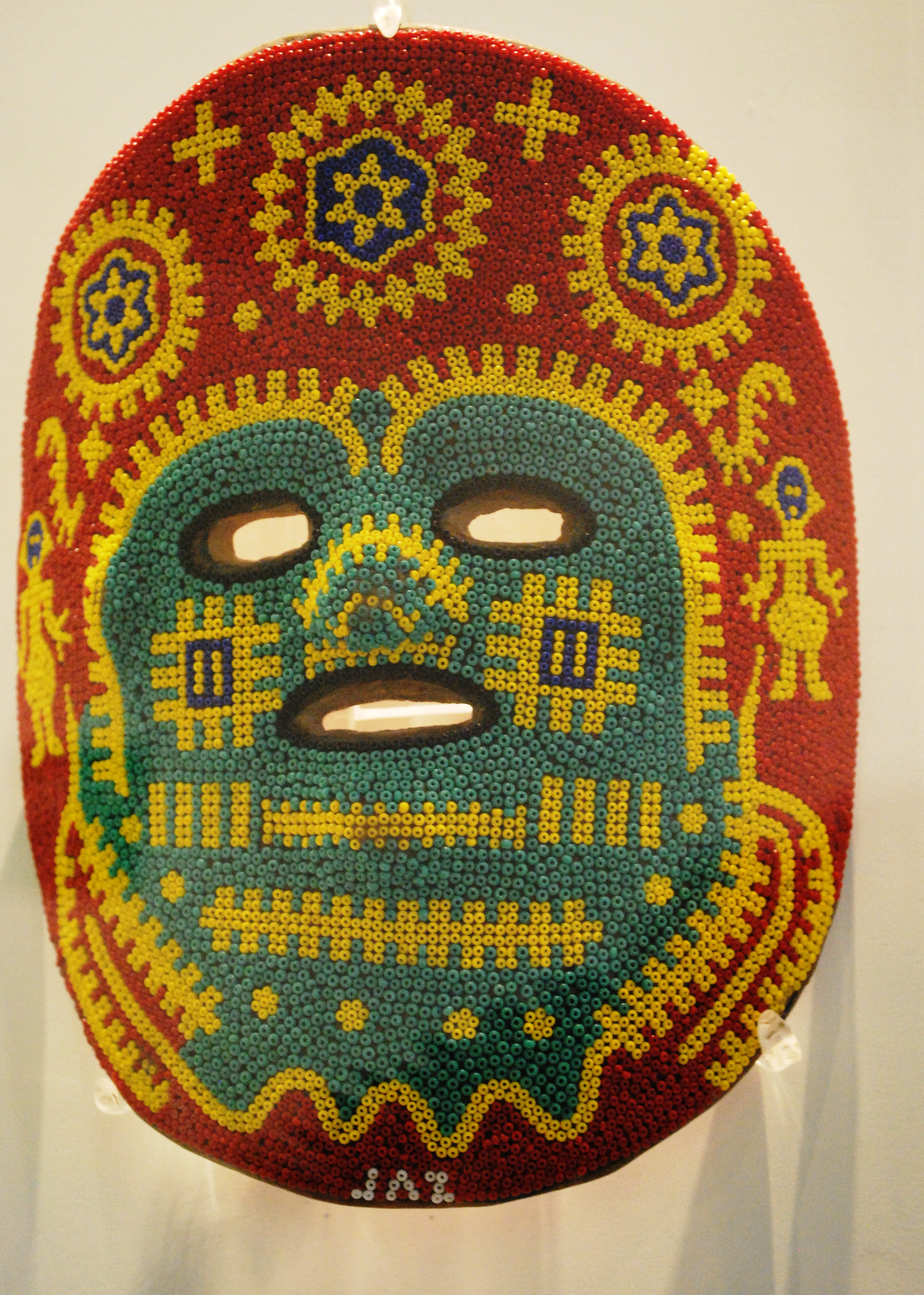
قناع يوتشول

## المزيد من العناصر التقليدية
على الرغم من أن لوحات الغزل والعناصر المزينة بالخرز هي القطع الأكثر شهرة والأكثر مبيعًا، إلا أن شعب ويتشول يواصل صنع عدد من الأنواع الأخرى من الفنون الشعبية والحرف اليدوية. أوروس، أو سهام الصلاة، وتُعرف بأنها سهام احتفالية أُنشأت لتطلق في الهواء وطلب بركات خاصة من الآلهة. كما تترك أحيانًا في أماكن معينة أو ترسل في الأنهار. تُزين هذه السهام بالرموز والتصاميم المتعلقة بالنذر.
من الماضي البعيد إلى الحاضر، يرتدي الرجال والنساء والأطفال جميعًا أكياسًا منسوجة حول خصورهم لحمل الأغراض الشخصية. هذه الحقائب ملونة ومزينة بشكل جمالي ولحماية مرتديها بشكل سحري.
"الكوكا" هو قناع احتفالي ثلاثي الأبعاد مزين بالخرز. تطورت هذه الأقنعة من أوعية القرع الصغيرة المغطاة في الأصل بالبذور والعظام والطين والمرجان والقشرة، ولكن تم استبدالها بالخرز المنتج تجاريًا. ومن هذه الأقنعة تُستمد الممارسة الحديثة المتمثلة في تغطية المنحوتات الخشبية للثعابين والدمى والحيوانات الصغيرة ورؤوس النمور وأشكال أخرى.
نيريكا هي أشياء احتفالية مزخرفة للغاية ويمكن أن تكون دائرية أو على شكل ماسة. عندما كتب كارل لومهولتز عن يوتشول، أطلق على الدروع الأمامية اسم "الدروع الأمامية" الدائرية والأخرى ذات الشكل الماسي باسم "العيون" مما أدى إلى ظهور مفهوم " عيون الله " المطبق على صليب يوتشول. نيريكا عبارة عن ألواح من الخشب أو الخيزران مزينة بشكل كبير وتوضع في مناطق مقدسة معينة. غالبًا ما يركزون على وجه الشمس أو القمر أو الشخص. ومن هنا تطور التقليد الجديد للوحات الغزل، ولا تزال أكثر هذه اللوحات تقليدية تظهر الوجه المستدير لـتاو، الشمس، في المنتصف.
معظم الأنماط والتصاميم الهويتشولية لها أهمية دينية وثقافية. يمكن العثور على هذه الأنماط على مجموعة واسعة من الأشياء بما في ذلك نقشها وتزيينها بالخرز على الأقنعة والقرع والآلات الموسيقية والتطريز على أشياء الملابس مثل الأحزمة والأوشحة والحقائب الجانبية وغيرها. معظمها لها أهمية دينية والعديد منها يتأثر بالرؤى التي تحدث أثناء طقوس تناول نبات البيوتي. تم جمع الكثير مما هو معروف عن تصميمات ورموز اليوتشول من قبل المستكشف والإثنوغرافي النرويجي كارل لومهولتز في أواخر القرن التاسع عشر، لكن فن وزخارف اليوتشول أصبح أكثر تنوعًا منذ ذلك الحين. ومع ذلك، تبقى رموز وأشكال النباتات والحيوانات الأكثر شيوعًا ومعظمها يحتفظ بمعناها الأصلي.
عندما يتم تصنيع العناصر الاحتفالية أو الدينية، فإن جميع جوانب التصنيع من المواد إلى الألوان إلى التصميمات تكون مهمة لأنها مرتبطة بآلهة ومعاني معينة. المسكيت واللون البني المحمر ينتمي إلى تاتيواري وهو من الأرض وخشب شجرة البرازيل يرتبط بتايوابا أو "الأب الشمس". ترتبط رموز مثل النسر الذهبي والببغاوات بتاتيواري. يمكن ربط الأشكال مثل الغزلان أو الذئب أو شجرة الصنوبر أو الزوبعة بكاويوماري تامات، الذي شكل العالم. ترتبط شجرة السلات والمدرع والدب بتاكوتزي ناكاهو، أم جميع الآلهة والذرة.  توتو عبارة عن زهرة بيضاء صغيرة بها خمس بتلات مرتبطة بموسم الأمطار. غالبًا ما تحتوي الأوشحة والأحزمة على تصميمات تحاكي العلامات الموجودة على ظهور الثعابين، والتي ترتبط أيضًا بالمطر، إلى جانب المحاصيل الجيدة والصحة والعمر الطويل.  الخطوط المتعرجة التي تنبثق من جميع الكائنات الحية تمثل التواصل مع الآلهة.  يذكرنا شكل الفراشة بفراشة إتزبابولوتل أو فراشة السج، وهي الإلهة الرئيسية للأزتيك الكلاسيكيين.
ترتبط الزخارف الأكثر شيوعًا بالعناصر الثلاثة الأكثر أهمية في ديانة هويتشول، وهي الغزلان والذرة والبيوت. الأولين مهمان كمصدرين أساسيين للغذاء، والأخير يتم تقديره لخصائصه المهلوسة التي تعطي الشامان الرؤى.

## معارض فن يويتشول
تأتي تجربة معظم الغرباء مع أعمال يوتشول الفنية من زيارة مناطق مثل غوادالاخارا وبويرتو فالارتا ورؤية الأعمال المعروضة للبيع. هؤلاء البائعون هم في الغالب من نساء يوتشول الذين يأتون إلى هذه المدن من القرى الريفية. 
تختلف الأعمال الفنية بشكل كبير في الحجم، حيث يصل حجم بعضها إلى حجم الجداريات. أقام معهد الأمريكتين في جامعة كاليفورنيا، سان دييغو في عام 2010، معرضًا لفن هويتشول يستهدف السياح الذين يزورون الساحل الغربي للمكسيك، وخاصة أولئك الذين سافروا بالقوارب.
أقام متحف الفن الشعبي في مكسيكو سيتي معرضًا مؤقتًا في عام 2009 يقارن فن شعب يوتشول مع فن السكان الأصليين في شمال أستراليا بعنوان "Magica huichol: rito aborigen" ("سحر يوتشول: طقوس السكان الأصليين"). لم يكن الهدف إظهار أي صلة تاريخية بل إظهار التشابه في الأسلوب بين ثقافتين متباينتين.
يحتوي المعرض الفني " Arte Marakame " على معرض دائم لفن يوتشول المصنوع من الخرز الكريستالي ورسومات الغزل، وكذلك مزيج من فن يوتشول وألبريجي من أواكساكا، في موريليا، ميتشواكان، المكسيك.
أقام متحف الخرزات [الإنجليزية] في جلينديل، أريزونا ، معرضًا بعنوان "شبكة الحياة يوتشول: الخلق والصلاة".
يوجد عرض دائم لاثنتي عشرة لوحة جدارية من يوتشول في مطار سان دييغو الدولي في المبنى رقم تم تكليف لوحة جدارية من خرز يوتشول لمترو باريس في محطة القصر الملكي - متحف اللوفر (مترو باريس) . تُبرع به من قبل مترو مكسيكو سيتي إلى فرنسا، ردًا للجميل لمدخل محطة آرت نوفو بيلاس آرتيس الذي تبرعت به فرنسا إلى المكسيك. يُطلق على العمل اسم "Huichol Thought and Soul".
واحدة من أحدث الأعمال التي تم التكليف بها هي " Vochol "، وهي سيارة فولكس فاجن بيتل والتي تم تغطيتها بتصميمات يوتشول باستخدام 2,277,000 خرزة مثبتة على جسم السيارة باستخدام راتينج خاص مقاوم للحرارة. تم تكليف السيارة من قبل جمعية أصدقاء متحف الفن الشعبي وغيرها من المؤسسات العامة والخاصة لبيعها بالمزاد العلني لصالح الحرفيين المكسيكيين.